# 124-й Нью-Йоркский пехотный полк
124-й Нью-Йоркский добровольческий пехотный полк (англ. 124th New York Volunteer Infantry Regiment), также Оранжевые цветы (англ. The Orange Blossoms) — один из пехотных полков армии Союза во время Гражданской войны в США. Полк прошёл почти все сражения Гражданской войны на востоке от битвы при Фредериксберге до сражения при Аппоматтоксе и стал известен участием в обороне высоты Дэвилс-Дэн во время сражения при Геттисберге.

## Формирование
Полк был сформирован летом 1862 года в округе Ориндж, в местечке Гошем и был принят на службы в федеральную армию 5 сентября 1862 года на срок службы в три года. Его первым командиром стал полковник Огастус Ван Хорн Эллис, подполковником — Френсис Камминс, а майором — Джеймс Кромвелл. 6 сентября полк был направлен в Вашингтон и включён в бригаду Пьатта — одну из бригад дивизии Эмиэля Уиппла.

## Боевой путь

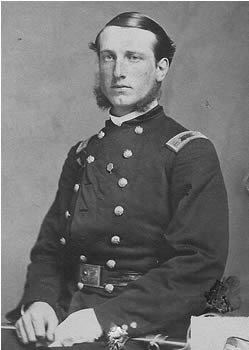
Майор Джеймс Кромвелл

В октябре 1862 года полк был направлен в Плезант-Велли, Мэриленд, оттуда — в вирджинский Уоррентон, затем в Фалмут, а в декабре участвовал в сражении при Фредериксберге, где дивизия Уиппла активно задействована не была и полк потерял всего четырёх человек пропавшими без вести. В январе 1863 года он участвовал в неудачном «Грязевом марше».
В апреле 1863 года, перед самым началом Чанселорсвиллской кампании, полковник Эллис раздал рядовым оранжевые ленты, которые бы символизировали их округ Оранж и помогали бы узнавать друг друга на поле боя. Во время сражения при Чанселорсвилле 3 мая полк насчитывал 550 человек. Он впервые всерьез принял участие в бою во время ожесточённого сражения на участке дивизии Уиппла на Чанселорсвиллском плато. В этом бою погибли два офицера и 55 рядовых, восемь офицеров и 135 рядовых были ранены, шесть рядовых пропали без вести. Сержант Томас Бредли из роты Н впоследствии получил Медаль Почёта за то, что с риском для жизни доставлял боеприпасы для полка. После сражения он получил звание капитана.
9 июня 1863 года 124-й Нью-Йоркский был временно сведён с другими полками в отдельную бригаду, которую поручили Эдельберту Эймсу и направили поддержать федеральную кавалерию Бьюфорда в сражении у станции Бренди. Полк вступил в перестрелку со снайперской цепью противника и в этом бою потерял двух человек убитыми, 12 ранеными и 14 пропавшими без вести.
11 июня полк был переведён во 2-ю бригаду (Хобарда Уорда) дивизии Дэвида Бирни и в составе этой бригады прибыл под Геттисберг, где 2 июля бригада была выделена для обороны высоты Дэвилс-Дэн. Здесь полк прикрывал артиллерийскую батарею Смита — четыре 10-фунтовых Паррота, которые вели огонь по наступающей дивизии Джона Худа. Полковнику Эллису с трудом удалось растянуть свой небольшой полк в линию длиной 70 метров. Рота А была развернута в пикетную цепь, а рота С была выделена для охранения знамени полка. Батарея Смита стояла как раз на левом фланге полка.
Позиции полка атаковали техасцы 1-го техасского полка из дивизии Худа. Две их атаки были отбиты, дважды майор Кромвелл предлагал контратаковать, но только на второй раз полковник Эллис согласился. Вместе с Кромвеллом они сели верхом на коней, чтобы рядовым было лучше их видно и Кромвелл скомандовал атаку. Полк бросился вперёд бегом, полковник Эллис последовал за ним. Полк оттеснил техасцев до юго-западной стороны треугольника каменной стены, и в этот момент майор Кромвелл был убит. Впоследствии техасцы вспоминали, что видели офицера верхом на сером коне и решили неэтичным стрелять в такого храброго человека, предполагая убить под ним коня, а офицера взять в плен. Увидев гибель Кромвелла, полковник крикнул: «Боже мой, Боже мой, парни! Ваш майор пал! Спасите его! Спасите!» Полк снова пошёл вперёд и, по некоторым данным, оттеснил ещё одну линию противника, но тут они встретили свежую бригаду Беннинга. 15-й джорджианский полк отбросил ньюйоркцев, при этом полковник Эллис был убит.
Полк возглавил подполковник Камминс, но и он скоро был ранен, и полк возглавил капитан роты А Чарльз Вейгант. В полку к этому моменту осталось всего 100 человек. Когда генерал Уорд увидел, что ресурсы полка исчерпаны, он велел полку отойти в тыл и лично высказал благодарность за стойкость в бою.

## В культуре
В 1895 году писатель Стивен Крейн написал роман «Алый знак доблести». Считается, что описанные в романе события основаны на воспоминаниях ветеранов 124-го нью-йоркского полка. В 1951 году по роману был снят одноимённый фильм, а в 1974 году — одноимённая телевизионная драма.